# 1,2-二乙烯基苯
1,2-二乙烯基苯是一种有机化合物，化学式为C10H10。它可由1,2-二乙苯的脱氢反应制得。1,2-二(溴甲基)苯和甲醛在碳酸钾和三苯基膦的存在下反应，也可得到1,2-二乙烯基苯。它和二氯化硫在二氯甲烷中反应，得到。在三氟甲磺酸铟、乙酸钯和三苯基膦催化下，它可以异构化为3-甲基茚。